# Paratuposa placentis
Paratuposa placentis (лат.) — вид жуков-перокрылок, единственный в составе рода Paratuposa из трибы Nanosellini (Ptiliidae). Микроскопический представитель отряда жесткокрылые с длиной тела менее 0,4 мм.

## Распространение
Папуа — Новая Гвинея (Mt. Lamington; N.E.Papua; 1300 to 1500 ft). Вьетнам.

## Описание
Длина 0,39 мм, ширина 0,13 мм. Тело узкое, цилиндрическое. Антенны 11-члениковые; двухчлениковая булава равна длине остальных члеников жгутика; третий сегмент цилиндрический, 4-й субцилиндрический, 6-й почти сферический; седьмой, восьмой и девятый сегменты поперечные. Пронотум и скутеллюм выпуклые. Основная окраска тела коричневая; глаза чёрные; усики и брюшко желтоватые.
P. placentis — один из самых мелких непаразитических видов насекомых с длиной тела около 395 ± 21 мкм. Этот размер подобен размеру некоторых одноклеточных протистов, таких как Амёба обыкновенная (Amoeba proteus). Масса тела P. placentis составляет 2,43 ± 0,19 мкг. Щетинистое крыло состоит из черешка, узкой крыловой пластинки и бахромы из щетинок (щетинок), покрытых вторичными выростами. Длина крыла 493 ± 18 мкм, щетинки занимают 95 % аэродинамически эффективной площади крыла.
Предположительно, как и близкие группы обитают в трутовых грибах (Agaricomycetes).
Обладают необычным и эффективным механизмом полёта. Он во многом похож на плавание: сначала задние перистые крылья совершают гребные движения по траектории в виде широкой восьмёрки, а потом схлопываются и приходят в начальную позицию для очередного взмаха. Жёсткие надкрылья играют роль инерционного тормоза, работают как стабилизатор и компенсируют вращение тела. Это позволяет Paratuposa placentis развивать большее ускорение, чем у гораздо более крупных жуков. В итоге они преодолевают гораздо большее относительно их размеров расстояние, чем все исследованные животные.
Благодаря таким особенностям, они не только сохраняют устойчивость, но и разгоняются до десятков сантиметров в секунду. Их показатель (сотни длин тела в секунду, до 540 у P. placentis и до 957 у Acrotrichis sericans) на порядок превосходят показатели гоночного автомобиля «Формулы 1» (16-18 длин автомобиля в секунду) и гепарда (до 20).

## Таксономия
Paratuposa placentis был впервые описан в 1931 году австралийским энтомологом Цедриком Дином по типовым материалам с Папуа. Таксон выделен в отдельный монотипический род Paratuposa в составе трибы Nanosellini (Ptiliidae).